# 차건명
차건명(車建明, 1981년 12월 26일~)은 대한민국의 남자 축구 선수로, 포지션은 수비수였다. 그는 수원 삼성 블루윙즈와 광주 상무에서 및 제주 유나이티드 소속으로 뛰었다.